# غريغ جين
غريغ جين (بالإنجليزية: Greg Ginn)‏ هو عازف قيثارة ومنتج أسطوانات ومغني أمريكي، ولد في 8 يونيو 1954 في توسان في الولايات المتحدة.

## وصلات خارجية
- الموقع الرسمي
- غريغ جين على موقع IMDb (الإنجليزية)
- غريغ جين على موقع الموسوعة البريطانية (الإنجليزية)
- غريغ جين على موقع ميوزك برينز (الإنجليزية)
- غريغ جين على موقع إن إن دي بي (الإنجليزية)
- غريغ جين على موقع أول ميوزيك (الإنجليزية)
- غريغ جين على موقع ديسكوغز (الإنجليزية)
- غريغ جين على موقع قاعدة بيانات الفيلم (الإنجليزية)